# Talgua
Talgua est une municipalité du Honduras, située dans le département de Lempira. La municipalité comprend 14 villages et 50 hameaux.

## Source de la traduction
- (en) Cet article est partiellement ou en totalité issu de l’article de Wikipédia en anglais intitulé « Talgua » (voir la liste des auteurs).